# Connexion by Boeing

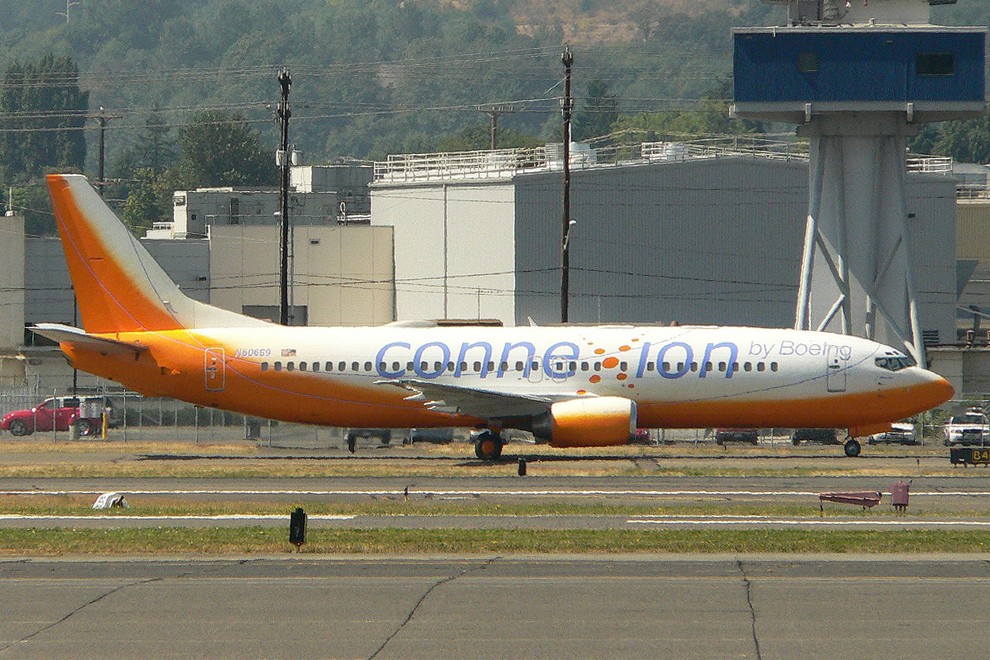
Testflugzeug mit Satelliten-Internetzugang, 2005

Connexion by Boeing (auf Deutsch etwa „(Internet-)Verbindung durch Boeing“) war eine Tochterfirma Boeings, die ein System für die Nutzung des Internets an Bord eines Flugzeugs anbot. Dieser Service erlaubte den Reisenden eine Breitband-Internetverbindung sowohl durch kabelgebundenes Ethernet als auch durch eine kabellose 802.11 Wi-Fi-Verbindung zu nutzen. Weil sich dieses Konzept als wirtschaftlich wenig erfolgreich herausstellte, wurde der Service nur von Mai 2004 bis zum Jahresende 2006 angeboten und danach eingestellt.

## Geschichte

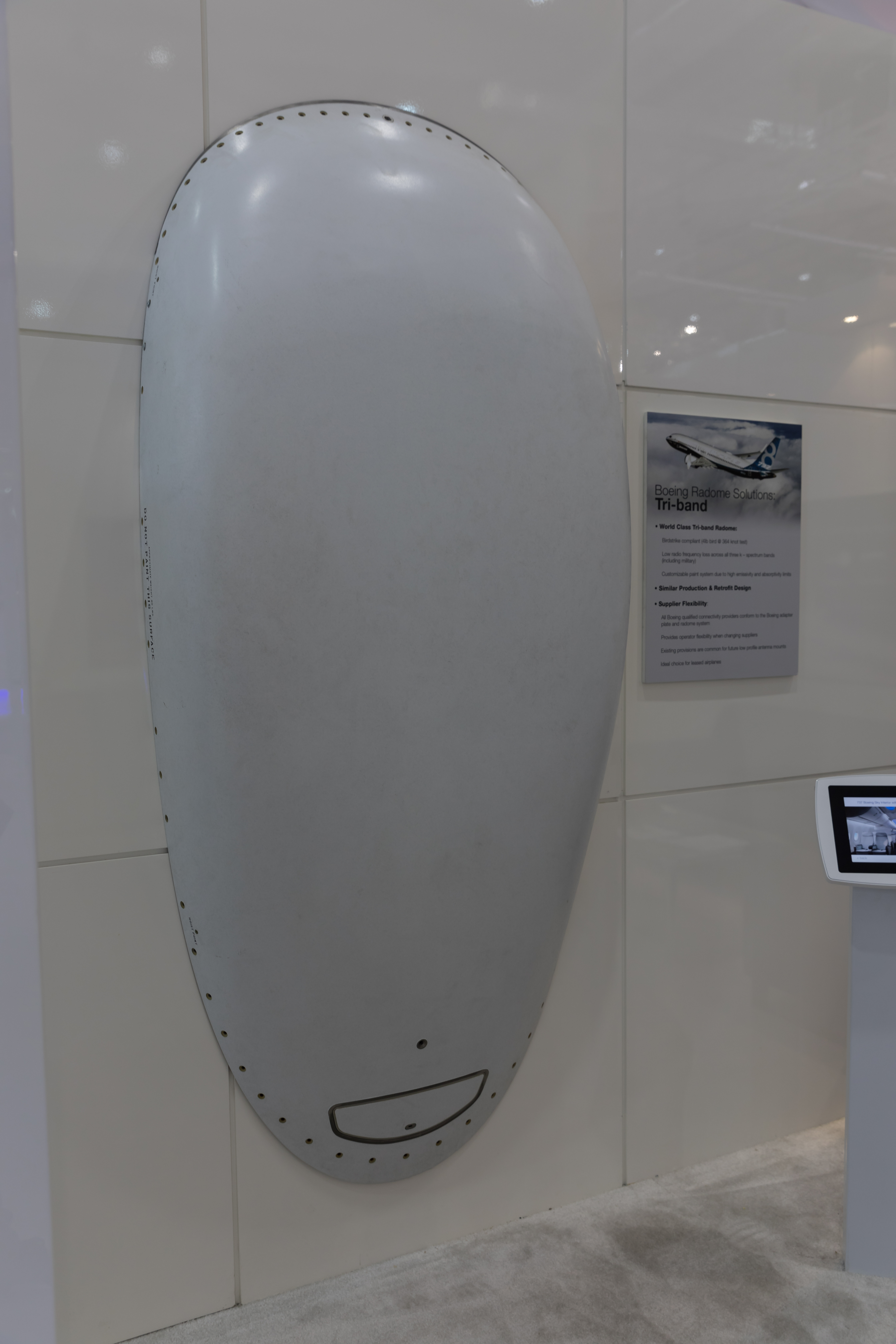
Radom zur Internetanbindung via Satellit

Das Konzept „Connexion by Boeing“ wurde erstmals im April 2000 vorgestellt. Die FAA-Zertifizierung erhielt das System im Mai 2002. Obwohl es  Ende 2003 den World Travel Award gewann – im Februar 2005 sogar ein zweites Mal –, fanden sich nur wenige Kunden. Der erste war die Lufthansa, wo Connexion by Boeing beginnend ab Mai 2004 in die Langstreckenflotte eingebaut wurde (Lufthansa FlyNet). Später kamen noch ANA, Japan Airlines und SAS hinzu. 2005 wurde das erste Live-Fernsehprogramm (auch „CBB-TV“ genannt) auf einer internationalen Route von Singapore Airlines eingeführt, was auf alle Kunden von Connexion by Boeing ausgeweitet werden sollte. In Deutschland konnte man sich etwa CNBC, Eurosport, BBC und Euronews anschauen. Insgesamt investierte Boeing bisher rund eine Milliarde US-Dollar in die Entwicklung.
Am 26. Juni 2006 wurde bekannt, dass Boeing sich von der Konzernsparte trennen möchte. Man prüfe einen Verkauf, eine Partnerschaft mit anderen Unternehmen oder auch eine Einstellung, da nur wenige Fluggesellschaften und Privatkunden das System bestellt hätten. Gründe dafür waren etwa die hohen Umrüstungskosten, um die Signale von den Satelliten zu empfangen, außerdem seien die dazugehörigen Antennen sehr groß und steigern daher besonders bei kleineren Flugzeugen den Kerosinverbrauch. Am 17. August 2006 gab Boeing bekannt, dass man nun den Service einstelle, da er sich aus den oben genannten Gründen nicht lohne.
Mittlerweile steht für GSM-Verbindungen eine Alternative des Anbieters OnAir zur Verfügung, die etwa Ryanair anbieten möchte. Auch das grundsätzliche System soll durch Panasonic weitergeführt und sogar ausgebaut werden.
Die Lufthansa entwickelte mit Panasonic Avionics anschließend das System FlyNet, seit 2018 ist es in allen Flugzeugen verfügbar.

## Kunden
- ANA
- Asiana Airlines
- Austrian Airlines (AUA)
- China Airlines
- El-Al
- Etihad Airways
- Japan Airlines
- Korean Air
- Lufthansa
- SAS
- Singapore Airlines